# 满洲中央银行千代田支行旧址
满洲中央银行千代田支行是满洲中央银行在满洲国奉天市建造的分行机构，其旧址位于中国辽宁省沈阳市和平区南京北街312号。现为亨得利名表中心使用。目前，大楼被列为第三批沈阳市文物保护单位进行保护。

## 历史
满洲中央银行千代田支行大楼建成初期为大和警察署使用。1932年，大楼挂牌成立满洲中央银行千代田支行。

## 建筑
满洲中央银行千代田支行大楼建于1928年，建筑为砖石结构地上2层，地下1层。大楼主入口设在弧形转角处，中间主体部分有四根爱奥尼式柱托起三层阳台。